# Ritz Szálló (Budapest)
A Grand Hotel Ritz Budapesten, a Dunakorzó szállodasorán, az akkori IV. kerület (Belváros) Eötvös József terén (ma az V. kerület, Széchényi tér része), 1913 és 1945 között működött luxusszálloda volt. 1916-tól Hotel Ritz Dunapalota néven működött.

## Előzmények

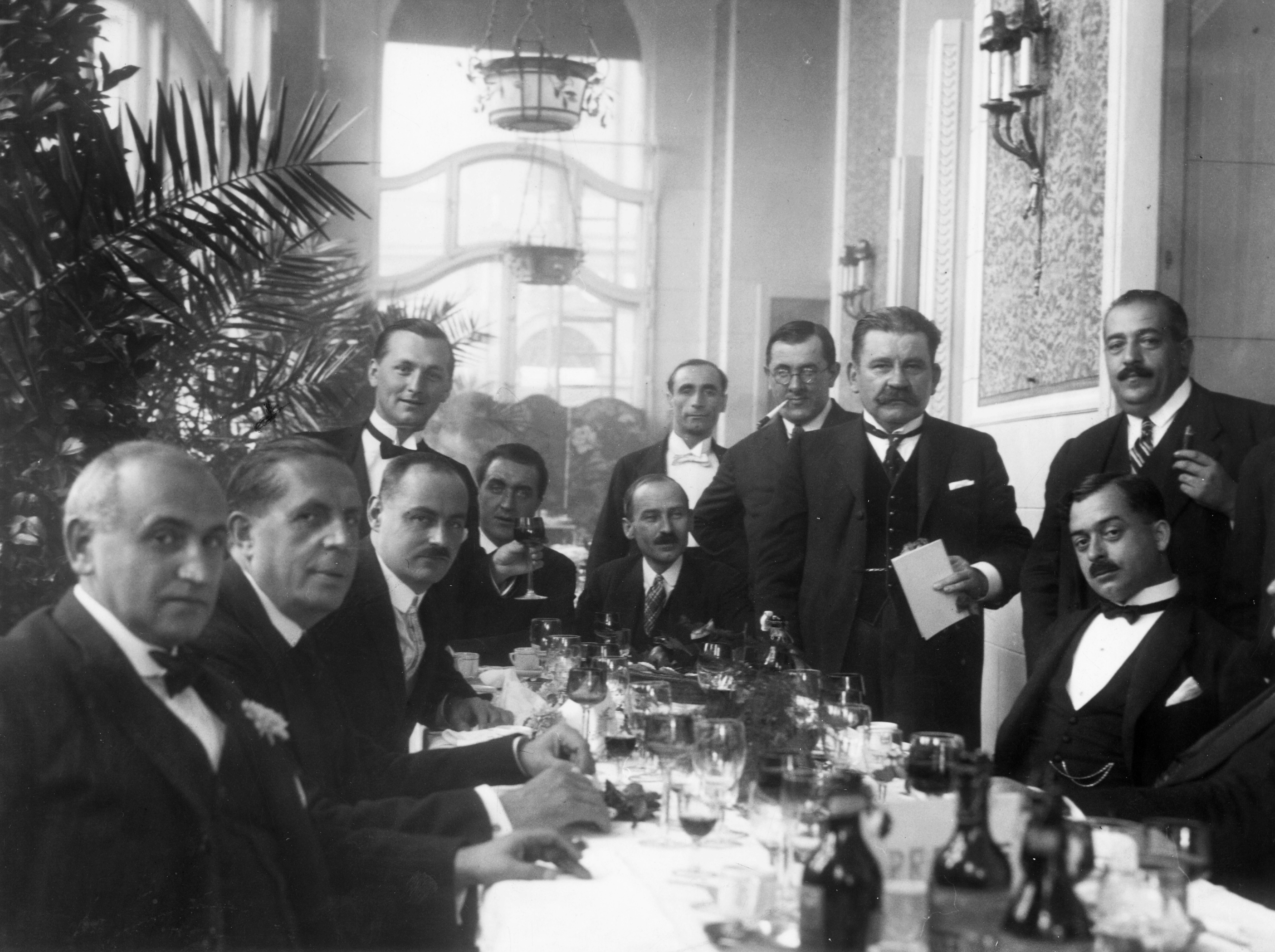
A Dunapalota bankett-terme fénykorában, 1920-banː Magyar Elek, Gundel Károly, Tóth Árpád, Móricz Zsigmond, Krúdy Gyula...

A pesti rakpart déli szakaszát 1862–1866 között kiszélesítették a Duna rovására, az így létrejött Korzó északi részét lezáró (1879-től Eötvös) tér első épületét Stein Aurél (1862–1943) orientalista apja, Stein Náthán építési vállalkozó építtette fel 1867–1871 között. A hat csonkagúlában végződő, négyemeletes bérpalotát Gottgeb Antal tervezte. Az úttörő koraeklektikus (más forrás szerint neobarokk) stílusú ház északi homlokzatát felül az Oppenheimer Ignác által kőbe faragott hat kariatida díszítette.
1891-ben Stein Náthán az épületet eladta a Magyar-Francia Biztosító Társaság Rt.-nek. A francia Braun Jacques éttermet nyitott a ház földszintjén. A biztosító sem tudta a palotát fenntartani, így 1895-ben továbbadta a pesti Duna-part többi szállodáját (Grand Hotel Hungária, Bristol, Carlton) is birtokló Illits József nagyvállalkozónak, aki pedig Szapáry Pál közbenjárására 1909-ben a Ritz Hotel Development Company londoni cégnek.

## Története
A brit szállodalánc azonban a felújítás helyett az épület lebontása mellett döntött, majd Fellner Sándor és Sós Aladár építészek tervei szerint a helyére 1910–13 között felépíttette XVI. Lajos francia király (1754–1793) stílusában ötemeletes luxusszállodáját. A grand hotel semmiben sem maradt el a cég párizsi nagyszállójától, a kor minden luxusával el volt látva. 120 lakosztálya  vendégeit olvasószoba, fogadás- és bankett-terem, téli- és tetőkert, kávéház, étterem, bár, grillszoba, központi fűtés, valamint három személy- és négy teherlift szolgálta. Vásárhelyi Károly igazgató szakszerű irányítása ellenére 1916-ban a luxushotel csődbe ment az első világháború miatt fellépő recesszióban.
A Dreher-konszern kezébe került szálloda Dunapalota néven tovább működött. A szálloda azonban 1945. január 15-én bombatalálattól lángra kapott és több napon át lobogva végül teljesen kiégett. Romjait 1947-ben eltakarították. 1981-től a Forum Hotel (ma InterContinental Budapest szálloda) áll a helyén. A Ritz-Carlton 2016 áprilisában az Erzsébet téren újra megnyitotta ötcsillagos szállodáját.

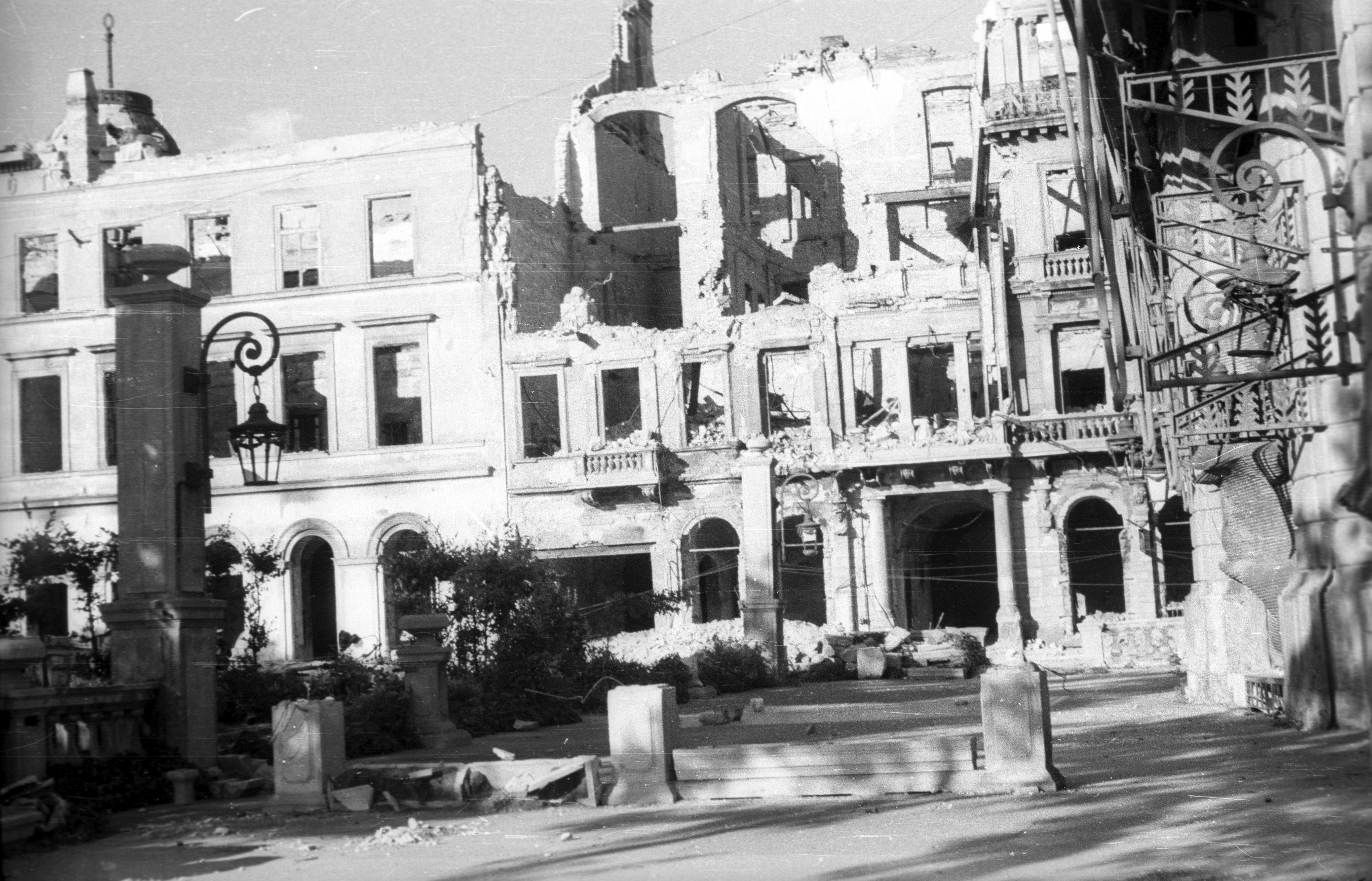
Utcakép ostrom után, balról a Lloyd Biztosító palotája a Ritz felől nézve, 1945

## Jelentősebb lakói
Állandó lakója volt gróf Pálffy-Daun József országgyűlési képviselő, aki 1931-ben  túlélte a borzalmas biatorbágyi merényletet, gróf zsombolyai Csekonics Pál földbirtokos és 1935-től Karl Hohenlohe-Oehringen herceg. Abban az évben itt szállt meg a walesi herceg, a későbbi VIII. Eduárd brit király (1894–1972). Rendszeres vendége volt a Magyarországra több ízben (1910, 1927, 1935) is ellátogató Jagatjit Singh Bahadur (1872–1949) kapurthalai maharadzsa. Nevezetes vendégei között Arnold J. Toynbee (1889–1975) világhírű történész; Sir Richard Winn Livingstone (1880–1960) klasszika-filológus; Sir Emest Barker (1874–1960) politológus, a londoni King’s College vezetője; gróf Robert d'Harcourt (1881–1965) második világháborús francia ellenállás ideológiai irányítója; Jacques de Lacretelle (1888–1985) világhírű író; George Creel (1876–1953) Kalifornia állam kormányzója, az amerikai propagandagépezet megteremtője és Rabindranáth Tagore (1861–1941) irodalmi Nobel-díjas költő-író, aki balatonfüredi gyógykezeltetése mellett itt szállt meg.

## Érdekesség
A Grand Hotel Dunapalota étterme még a pesti oldal 1944–1945-ös szovjet ostroma vége előtt pár nappal is fogadott vendégeket. A pincérek némiképp mérsékeltebb eleganciával, de kiváló modorban szolgálták fel a lakosoknak és a Budára menekülő katonáknak a francia borokat és pezsgőket, valamint az ezüsttálakon szervírozott rizibiziket.